# Amintas II da Macedónia
Amintas II foi um rei da Macedónia.
Em uma das listas de reis da Macedónia na Crónica de Eusébio de Cesareia, há quatro reis chamados Amintas:
- o nono rei, Amintas I, reinou por 42 anos, sucedendo Alcetas I e sendo sucedido por Alexandre I
- o 15o rei, Amintas, reinou por um ano, sucedendo Arquelau II e sendo sucedido por Pausânias
- o 17o rei, Amintas, reinou por seis anos, sucedendo Pausânias e sendo sucedido por Argeu II
- o 19o rei, Aminas III, reinou por dezoito anos, sucedendo Argeu II e sendo sucedido por Alexandre II.

Analistas modernos interpretam esta lista de forma diferente. Segundo William Smith, o mesmo rei Amintas corresponde ao 15o, 17o e 19o rei (ele o chama de Amintas II), sendo o seu reinado ou simultâneo aos demais (ele seria rei da Macedônia Superior) ou tendo sido interrompido por usurpadores.
Na outra lista, atribuída a Diodoro Sículo, há apenas o primeiro Amintas, e o antecessor de Pausânias é Aéropo II da Macedónia.
De acordo com o texto bizantino Chronographeion Syntomon, os reis de nome Amintas foram:
- o nono rei, Amintas I, reinou por 50 anos, sucedendo Alcetas I e sendo sucedido por Alexandre I
- o 15o rei, Amintas, reinou por um ano, sucedendo Arquelau II e sendo sucedido por Pausânias
- o 17o rei, outro Amintas, reinou por seis anos, sucedendo Pausânias e sendo sucedido por Amintas III
- o 18o rei, outro Amintas (Aminas III), reinou por dezoito anos, sucedendo Amintas e sendo sucedido por Alexandre II.